# Gouverneur Morris
Gouverneur Morris (Condado de Westchester, Provincia de Nueva York, América Británica, 30 de enero de 1752-Morrisania, Estado de Nueva York, Estados Unidos, 6 de noviembre de 1816) fue un estadista estadounidense nativo de la ciudad de Nueva York, representante de Pensilvania en la Convención de Filadelfia de 1787 y Padre fundador de los Estados Unidos. Fue uno de los firmantes de los Artículos de la Confederación y un significante contribuidor y firmante de la Constitución de los Estados Unidos; siendo el escritor del Preámbulo de la Constitución de los Estados Unidos, motivo por el cual se le llama "Redactor de la constitución". En una época en la que muchos estadounidenses se veían a sí mismos como ciudadanos de sus respectivos estados, Morris avanzó en la idea de ser ciudadano de una sola unión de estados.

## Carrera
En su infancia se educó con tutores privados y asistió a una escuela hugonote en New Rochelle. Siendo un aplicado estudiante logró ingresar al  King's College a la edad de doce (12) años, del cual se graduó en 1768 y de donde obtuvo su maestría en 1771. Estudió derecho con el juez William Smith y logró que se le admitiera en el colegio de abogados en 1775. El 8 de mayo de 1775, fue elegido por su familia como representante por el Condado de Westchester en el Congreso Provincial de Nueva York. Como miembro de este congreso sus esfuerzos se centraron en convertir la Provincia de Nueva York en un estado independiente. Esto le acarreó querellas con su familia y con su tutor, quien le apartó de su lado por su causa independista. También fue miembro de la Asamblea del Estado de Nueva York entre 1777 y 1778. En 1779 fue derrotado en su aspiración de ser reelegido para el Congreso principalmente porque su defensa de un gobierno central fuerte estaba en oposición a las opiniones des-centralistas prevalecientes en Nueva York. Debido a esto se mudó a Filadelfia para trabajar como abogado y comerciante. Fue asignado como Ministro Plenipotenciario de los Estados Unidos de América en la Corte de Versalles de 1792 a 1794. En 1780 Morris tuvo un accidente en un carruaje en Filadelfia y su pierna izquierda tuvo que ser amputada debajo de la rodilla. Del 15 de marzo de 1810 al 17 de abril de 1816 fue Presidente de la comisión para el Canal de Erie.

## Familia
Hijo de Lewis Morris Jr., quien era juez y un rico terrateniente y su segunda esposa Sarah Gouverneur, quien provenía de una familia Hugonote que se trasladó a Holanda primero y finalmente a Nueva Ámsterdam.
Su medio hermano Staats Long Morris fue lealista y general en el Regimiento n.º 36 de Infantería del Ejército Británico durante la Revolución de las Trece Colonias. Su otro medio hermano Lewis Morris fue firmante de la Declaración de Independencia de los Estados Unidos. Su sobrino Lewis Richard Morris sirvió en la Asamblea General Vermont y en el Congreso de los Estados Unidos. Su sobrino William M. Meredith fue Secretario del Tesoro de los Estados Unidos en la presidencia de Zachary Taylor.